# Lista de campeões do UFC
Esta é uma lista de campeões do Ultimate Fighting Championship (UFC).

## Atuais campeões

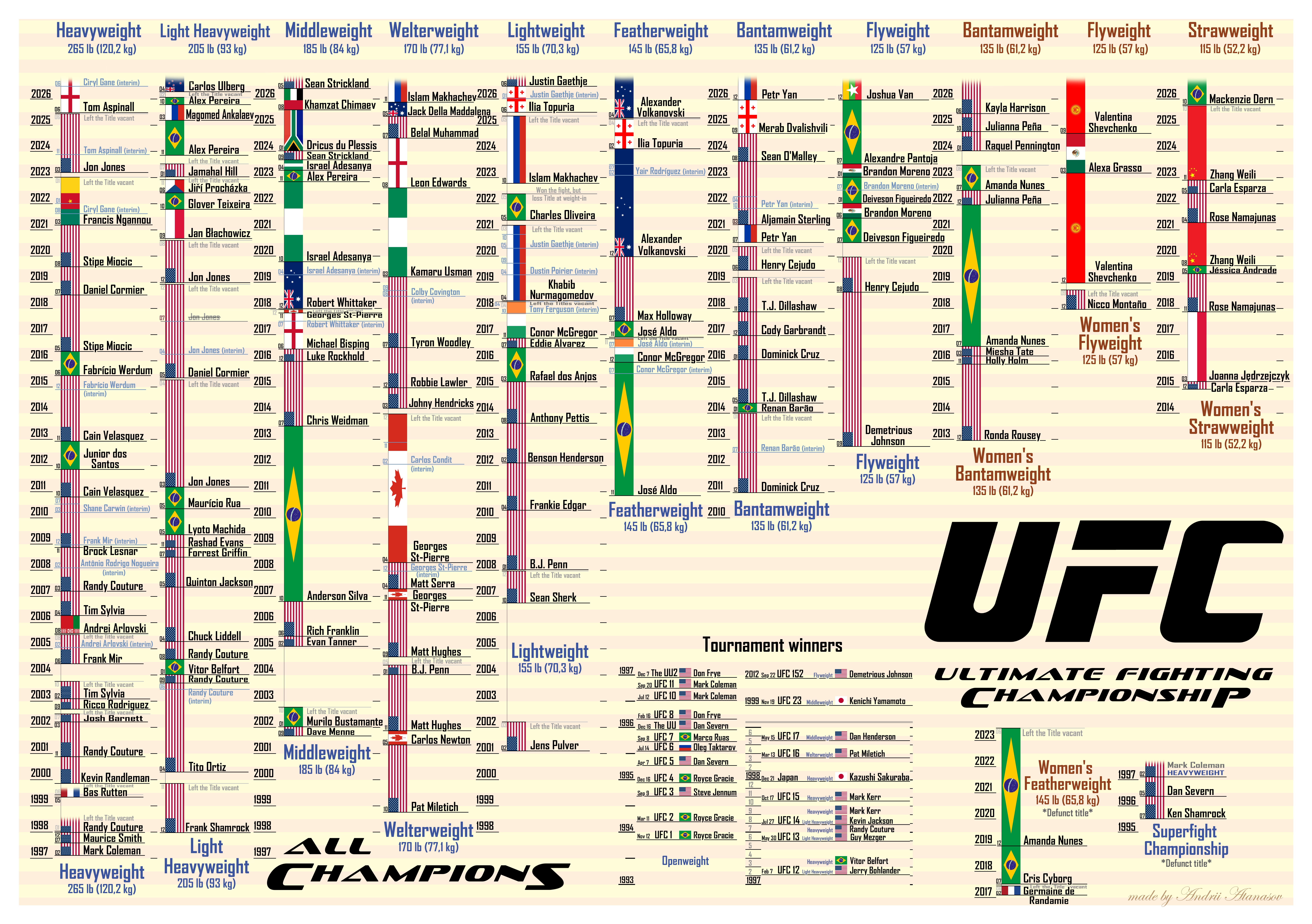
Lista de campeões